# دان بلوكر
دان بلوكر (بالإنجليزية: Dan Blocker)‏ مواليد 10 ديسمبر 1928 في تكساس، مقاطعة باوي، الولايات المتحدة - الوفاة 13 مايو 1972 في لوس أنجلوس، كاليفورنيا، الولايات المتحدة، هو ممثل أمريكي بدأ مسيرته الفنية سنة 1957. من أعماله بونانزا.

## روابط خارجية
- دان بلوكر على موقع IMDb (الإنجليزية)
- دان بلوكر على موقع ميوزك برينز (الإنجليزية)
- دان بلوكر على موقع إن إن دي بي (الإنجليزية)
- دان بلوكر على موقع ديسكوغز (الإنجليزية)
- دان بلوكر على موقع قاعدة بيانات الفيلم (الإنجليزية)